# أرنولد إي. براون
أرنولد إي. براون (بالإنجليزية: Arnold E. Brown)‏ هو ناشر وسياسي أمريكي، ولد في 1931. حزبياً، نشط في الحزب الديمقراطي. وقد انتخب عضو جمعية نيوجيرسي العامة.